# Lannea coromandelica
Lannea coromandelica, también conocida como fresno indio, es una especie de árbol de la familia Anacardiaceae que crece en el sur y sureste de Asia, desde Sri Lanka hasta la China meridional. Es comúnmente conocido como árbol de Gurjon y se utiliza en madera contrachapada por sus excelentes propiedades de resistencia a las termitas. Crece más comúnmente en ambientes de bosques secos expuestos, donde este árbol es más pequeño (hasta 10 metros de altura) y más torcido. En entornos más húmedos es un árbol de mayor extensión que puede alcanzar los 20 metros de altura. En Sri Lanka, Lannea coromandelica crece a menudo en afloramientos rocosos o inselbergs.